# Firanka

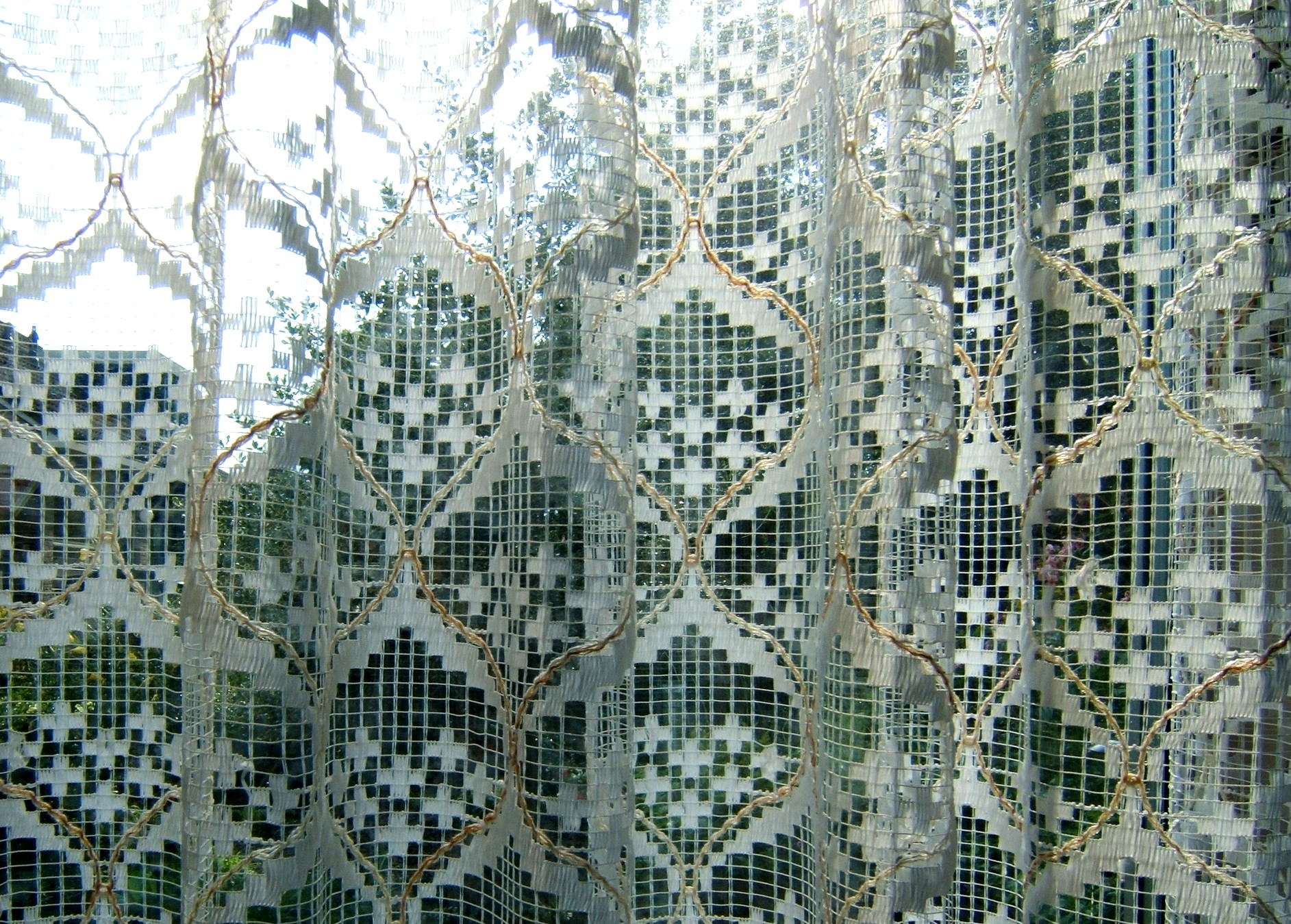
Ozdobna firanka

Firanka – ozdobna osłona na okno, najczęściej biała, zazwyczaj z delikatnej tkaniny (tiulu, batystu, koronki).
Stosowana jako osłona przed wlatującymi owadami, a także, podobnie jak zasłona, ma za zadanie chronić intymność mieszkańców przed spojrzeniami przechodniów.